# 超機人
超機人（ちょうきじん）（英語: Mechanoid）とは、バンダイナムコゲームスのコンピュータゲーム『スーパーロボット大戦シリーズ』やコミック『超機人 龍虎王伝奇』に登場するバンプレストオリジナルの架空のスーパーロボットである。
ここでは併せて超機人を参考に開発された鋼機人、超機人と関係が深い妖機人についても解説する。

## 概要
太古の昔、古代人によって作り出された特機型の半生体兵器の総称。その目的は「百邪」 (Evil Oligarchs) と呼ばれる悪鬼妖怪や破壊神と戦うことにある。魂に等しい自律回路があり、自意識をもつ。「五行器」と呼ばれる永久機関によって稼動するが、自らが選んだ強念者、すなわち念動力者を乗せなければ、動力が完全に作動しない。また強念者ともいえど死亡しかねないほど魂を吸われる場合もあった。そのほとんどが過去に起こった「超機人大戦」と呼ばれる戦いで失われたとされており、現存する超機人はきわめて少ない。四神、四凶、四霊、四罪など、様々な系統に分かれている。また、「人界を守る」という使命に忠実なのは実のところ四神、それも龍王機と虎王機のみであり、雀王機・武王機と四霊はバラルに従属し、四凶・四罪に至っては人界の敵と言った方がしっくり来る凶悪な機体である。

## 超機人関係者

### 人類サイド

#### クスハ・ミズハ
［水羽 楠葉］ (Kusuha Mizuha)
声 - 高橋美佳子
ATXチームのメンバー。日本人。女性。18歳。7月7日生まれ。身長160cm。巨乳。血液型はO型。階級は曹長→少尉。初出は『スーパーヒーロー作戦』のセーブキャラクターその2（イングラムの恋人1）。心優しくやや気弱なところがあるが、正義感が強く芯もしっかりしており、いざというときの行動力は周りを驚かせるほど。また、滅多に怒らないためひとたび感情を爆発させるとその気迫で相手を圧倒してしまうことも。
趣味は長風呂での読書で、3時間に渡ることもある。また大の健康マニアで自室には通販で仕入れた多種多様な健康グッズが大量に置かれている。『OGs』ではテスラ研に滞在中の間、福利厚生委員を務めつつ健康グッズを研究所に持ち込んでいた。ときおり作る特製栄養ドリンク、通称「クスハ汁」は、本人には自覚がないが、抜群の効果と引き換えに極めて不味く、多くの人間を気絶させ恐れられている。例外としてアラドやバルマー人には好評だった。このクスハ汁を飲んで倒れなかった人間は、レーツェルやヒイロを始め数人のみであり、ゼンガーやラミアですら気絶している。なお、料理の腕は悪くはないようなのだが、栄養ドリンク同様に怪しげな食材を入れるらしく、ブリットはまともな料理を作らせるために料理の手伝いを装ってそれらの食材を捨てたことがある。
スパロボシリーズでは『スーパーロボット大戦α』の主人公の一人として登場。この作品では兜甲児やブリットの同級生である。この時点ではキャラクター設定が選択制（スーパーロボット大戦α#オリジナル主人公を参照）のため乗機が決まっていないが、以後は龍虎王のパイロットとして設定が固定され、『第2次α』、『第3次α』ではスーパー系女主人公として登場した。『α』で彼女を主人公にするとエンディングで医者になるのが夢と言っており、『第2次α』ではそのための勉強をしていた。『α外伝』には登場しないが、この間はティターンズに拘束され監禁されていた。
『OG』シリーズではリュウセイの幼馴染、幕張でのバグス襲来の一件で軽症を負い入院。その後看護兵としてハガネに乗艦したが、彼女に念動力者の素質を見出したイングラムによりグルンガスト弐式のパイロットに抜擢される。この経緯はGBA版『OG』と『DW』以降とでは設定が異なり、GBA版の設定ではハガネに乗船したこと自体がイングラムの策略だったようだが、『DW』以降の設定ではイングラム（の指示を受けた医者）の誘導はあったものの自身の意思で志願してハガネに乗船している（そのため、GBA版ではリュウセイは明らかに戦争に向いていないクスハをハガネから降ろそうと躍起になるが、『DW』以降の設定ではクスハの意思を尊重している）。パイロットになる以前の階級は不明。
『OG1』のエンディングでブリットの想いを受け入れ同行、ラングレー基地で看護兵をしながらも念動力者・パイロットとしての仕事も補助的にこなしていた。『OG2』では戦乱の勃発によって再びパイロットとして復帰。龍虎王の操者となったこともあるからか、その後看護兵として働く様子は見えない。ATXチームに入った描写は省略されているが、『OG外伝』の新教導隊との模擬戦で「ATXチームの一員として〜」との発言があり、敵との戦闘台詞においてもATXチームとして扱われる。『第2次OG』エンディングにおけるエクセレンとアリエイルの会話から、現在のコールサインはATXチームのアサルト4である。
なお、『α』と『OG』においてリュウセイとの絡みの設定が大きく異なっており、そのことを『第3次α』スペシャルステージでネタにされた。
乗機はグルンガスト弐式、龍虎王、龍人機、轟龍改、真・龍虎王など。専用BGMは「BLUE BLUE SKY」、「あの青い空へ」（龍人機、轟龍改）、「我ニ敵ナシ」（龍虎王。北米版『OG2』での曲名は「I Am Invincible!」）、「龍虎天翔〜我等ニ敵ナシ」（真・龍虎王）。

#### ブルックリン・ラックフィールド
(Brooklyn Luckfield)
声 - 杉田智和
愛称は「ブリット」 (Bullet) 。ATXチームのメンバー。コールサインはアサルト3。アメリカ人。男性。18歳。5月5日生まれ。身長178cm。血液型はO型。階級は少尉。初出は『スーパーヒーロー作戦』のセーブキャラクターその1（ヴィレッタの恋人1）で、クスハと共にショップの店員も担当していた（クスハは回復アイテムを、ブリットは装備アイテムを扱っていた）。スパロボシリーズでは『スーパーロボット大戦α』の主人公として登場し、『第2次スーパーロボット大戦α』以降の『α』シリーズではそのままクスハのパートナーとして登場。初登場時は現在とは髪型が違っていた。
真面目で正義感が強く曲がったことを嫌う。しかし感情を抑制出来ないという欠点があり、それらが原因で周囲に怒りをぶちまけてしまったり、越権行為を繰り返してしまうなど精神的に未熟な部分も多く、敵味方から冷めた目で見られることもある。が、何事にも真摯に取り組む姿勢は周囲の信頼を集めている。しかし真面目な性格故か、エクセレンの悪戯や『DW』26話のレフィーナのバニー姿を見て鼻血を出すなど、からかわれることにはあまり慣れていない模様。
『OG』シリーズではクスハに一目惚れしているが、同時に彼女の幼馴染みであるリュウセイにクスハ絡みにおける嫉妬心を抱いており、クスハがさらわれた際はリュウセイと殴り合いに陥り、それまで募らせていたリュウセイへの不満や嫉妬心をぶちまけてしまっている（ただし、リュウセイへの嫉妬や殴り合いに関しては『DW』以後「クスハがリュウセイに片思い」という設定自体が消滅しているためカットされている）。『α』シリーズではクスハの同級生である。
特技は剣道。そのため日本文化にも詳しいが、エクセレンに故意に間違いを吹き込まれていることもあって曲解気味（『α』では、「日本文化に関心があるが、所々勘違いしている」という設定があった）。『第2次α』ではガンエデンに洗脳され、物語前半は敵として登場する。『OG』シリーズではエクセレンに恋愛がらみでからかわれることも多い。ゼンガーとは兄弟弟子の間柄で、彼のことを深く尊敬している。ユウキとは幾度もの戦いを通じて次第に互いの信念を認め合うようになる。
乗機はヒュッケバインMk-II、量産型ゲシュペンストMk-II・タイプTT、量産型ビルトシュバイン（『OGIN』）、虎龍王、雷虎改、真・虎龍王、グルンガスト2号機、グルンガスト参式など。専用BGMは「白き地平より」、「我ニ敵ナシ」（虎龍王）、「龍虎天翔〜我等ニ敵ナシ」（真・虎龍王）。

#### エリ・アンザイ
［安西 エリ］ (Eri Anzai)
声 - 斉藤梨絵
超考古学の科学者。眼鏡の似合う知的美女。父も同じ超考古学の権威・安西マコト博士である。
初出の『新スーパーロボット大戦』ではムー帝国について調べており、「大空魔竜ガイキング」の大文字博士は彼女に思慕の念を抱いていた。
『α』・『OG』シリーズでは蚩尤塚で龍虎ロボの発掘・解析をしており、BF団（OGではDC残党）に狙われていた。ソフィア・ネート博士とも友人同士。大学の同期で、同じ探検サークルに所属していた。『第2次OG』ではLTR機構の極秘文書「オーダー・ファイル」からバラルの存在を明らかにした。
パロディ漫画では地面を掘削するドリルに執着するというギャグネタがあり、『α外伝』ではそれに影響されてか小介のバトルクラフトに同乗した際に操縦を代わってくれないかと願い出た。その容姿で猿丸大先生をときめかせたことも。

## 超機人
英字武器名称のあるものは北米版『OG』における表記。

### 四神
四神に対応する超機人がそれぞれ存在する。
龍虎王伝奇第二部において、分離状態では四系統ある超機人のうちで最弱に位置するらしいことが語られている。ただし、合体機能の他、人間とのリンクや他の機人との融合によって最強である四霊の超機人に迫るほどの力を発揮するなど、特定の方向性に完成されてしまっている他の超機人にはない潜在能力を有している。実際、光龍らは「五鋼合体　魁龍虎王」のことを最強の剣であることを認めている。

#### 龍虎王 / 虎龍王
（りゅうこおう / こりゅうおう）
機体概要
古代人によって創造された半生体兵器であり、龍王機と虎王機が合体した姿。中国戦国時代の頃、思想家・技術者である墨子と公輸般によって発掘され、改修を受けて現在の姿となった。この際ラ・ギアスの練金学士との接触によって、練金学の技術も導入されたとされる。『α』『OG』ともに「的殺の彼方より来る羅睺神 (Gods of calamity) と戦うこと」を使命としている。合体の掛け声は「必神火帝、天魔降伏、龍虎合体（虎龍合体）」。
装甲は護符を固めたものであるが紙製というわけではなく、現在の特機と同等の堅牢性を持つ。また構成素材は弾性があり柔軟で、ライン・ヴァイスリッターとの比較時にも引き合いに出されている。
『α』シリーズでは、一時期バルマーより帰還したナシム・ガンエデンの支配下に組み込まれていたが、その後離反した。また本シリーズでは、龍虎王が攻撃を行うためには符水（符を焼いた灰を溶かした水）が必要という設定がある。
劇中での活躍
αシリーズ……主人公を操者と認めたことで合体した。元の2機の仲が悪かったため、それまでは滅多に合体しなかったらしい。龍王機が主となり空中戦・水中戦・法術戦を得意とする龍虎王と、虎王機が主となり地上戦・格闘戦を得意とする虎龍王の両形態をとり、それぞれ龍王機、虎王機の操者が操縦する。グルンガスト参式のパーツを取り込んでいるためか、参式と同じ形式番号が付けられている。『第2次α』ではクストースに操られていたブリットおよび虎王機が正気を取り戻したことにより合体。龍人機に組み込まれていたグルンガストシリーズのパーツは欠損部を補う形で取り込まれている。本作のみ龍虎王の技に「龍王破山剣・天魔降伏斬」が存在。封印戦争の最終局面、イルイを救うべく解放されたガンエデンの念を身を犠牲に受け止め、消滅する。だがその魂は残り、後に新たな姿で新生する。
OGシリーズ……「龍虎王伝奇」の流れを継ぐ形で登場。破損した状態のまま中国山東省地区の蚩尤塚で眠っていたところを発掘される。アインストに対して警戒心が強く、彼らを百邪と同様の存在とみなしている。参式がペルゼイン・リヒカイトによって大破させられた際に覚醒、符術によって参式を取り込み合体する。コックピットにあたる部分が破損していたらしく、参式のコックピットがそのまま残っており、T-LINKシステムなどが機体と接続されている模様。参式の影響は武装にも表れ、虎龍王のヴァリアブル・ドリルは参式のドリルブーストナックルと推測されている。エクセレン曰く、龍虎王は｢器用」で、虎龍王は「ちゃっかりしてる」。戦後はテスラ研に預けられ分離状態のまま昏睡に近い状態で休眠していたが、『OG外伝』にて妖機人の襲来に際してクスハ達を救うべく目覚め、再び戦う。「修羅の乱」終結後は再び休眠に入るが、『第2次OG』にてテスラ研に現れた雀王機の攻撃を受け、龍王機は大破、虎王機は捕獲されてしまう。その後改修された龍人機とバラルに洗脳された虎王機とで戦い続けるが、ストーリー中盤にイルイの干渉により元の姿に戻った。
OGIN……設定が異なり、分離状態で蚩尤塚で眠っていたところをアインストの出現に伴い目覚め、いずこかへ飛び去る。その後、独自でアインストの排除を続けていたが、ウィニペグでの戦闘にて参式がアインストレジセイアに窮地に追い込まれた時に出現し、参式を食らうことで取り込み合体する。龍虎王・虎龍王の変形合体の際は、一度護符に分解して再度集結という流れを経る。また、23話では自身の札をR-3パワードのストライク・シールドに纏わせペルゼイン・リヒカイトの動きを封じる結界の媒体にするといったこれまでにない能力も見せた。
龍虎王伝奇……隆馬と文麗を操者として認めたことで合体。隆馬には念動力の素養は無いが、念動力の代わりに自身の魂力を龍虎王に与えることによって龍虎王の力を引き出せる。ただし文字通り龍虎王に魂そのものを与えるため、寿命を削るに等しい行為である。文麗は念動力者ではあったが、序盤の能力に覚醒していない期間は魂力で動かしていた。
Record of ATX……作中では明確に描かれなかった「吸収」について、参式に食らいついて符に変換し、自身に取り込むという流れが描かれている。クスハ曰く「情報レベルに分解してからの再構築」。
龍虎王の武装
スケイル・バルカン
鱗の形をした弾を発射。『α』のみ実装。
ラスタバン・ビーム（龍王破邪眼）
眼から赤い破邪の光を放つ。
ドラゴン・ナックル（龍王飛拳）
龍虎王の腕を射出し、伸ばした手刀で貫く。『α』のみ実装。
龍王破山剣 (Dragoon Blade)
法術によって召喚する剣。別名「ドラゴン・クラッシュ・ソード」。『α』では巨大な符が炎上した中から出現。『OGs』以降は尾の先にある宝珠から錬成される。稲妻とともに急降下しつつ一刀両断する。
龍虎王の必殺技
龍王爆雷符（爆雷符） (Bakuraifu)
呼び出した符を呼気で散布し雷を召喚、周囲一体の敵機を雷撃で掃討する。着弾点指定型のマップ兵器で、味方の識別が可能。攻撃時に九天応元雷声普化天尊の名を呼ぶこともある。
マグマ・ヴァサール（龍王炎符水） (Magma Burst)
指向性のマグマを放つ術。火炎が龍の形となって敵を呑み込む。
マウンテン・プレッシャー（龍王移山法） (Mountain Pressure)
巨大な岩塊を召喚し、敵機を押し潰す術。
龍王破山剣・逆鱗断 (Dragon Fang)
龍王破山剣を龍の頭のような鉤状に変化させ、渾身の一刀を浴びせる。作品によっては体当たりで撃ちあげてから叩き斬る。
龍王破山剣・天魔降伏斬
『第2次α』では龍王破山剣で乱れ舞う斬撃を浴びせた後、上昇しながらの一閃で切り捨てる。『第2次OG』では雷撃を相手に浴びせた後は『第2次α』と同じようなモーションを取る。
虎龍王の武装
ファング・ミサイル
口から牙の形をしたミサイルを発射する。
参式爆連打
虎龍王の腕と脚との連撃。グルンガスト参式から継承した技。
タイガー・ナックル（虎王飛拳） (Tiger Knuckle)
虎龍王の腕を射出する。参式のドリル・ブーストナックルの機能を取り込んだもの。
ランダム・スパイク（虎龍王・連挺乱打） (Random Spike)
連挺（ヌンチャク）による連撃を浴びせる。
ヴァリアブル・ドリル
虎龍王の拳が回転し、爪をドリルへ変化させて貫く。参式のドリルが元。『第2次OG』では未搭載。
ソニック・ジャベリン（虎龍王・神速槍） (Sonic Javelin)
槍による連続突き。槍はランダム・スパイクが変化したもので、名前にジャベリンと付くが外見は青龍偃月刀に似る。
虎龍王の必殺技
タイラント・オーバー・ブレイク（虎王乱撃） (Tyrant Breaker)
参式爆連打からランダム・スパイク、ソニック・ジャベリンと連続で叩き込み、ヴァリアブル・ドリルでとどめを刺す。これは参式を取り込んで変化した現在の攻撃であり、造られた当初どういった流れの技であったかは不明。『第2次OG』ではランダム・スパイク、ソニック・ジャベリンの連撃の後、身分身で相手に殴ってから、アッパーでとどめを刺す。

##### 龍王機
（りゅうおうき）
声 - 大張正己（OGIN）
機体概要
蚩尤塚から発掘された古代文明の遺産の一つで青龍の超機人。ただし応龍の姿も模しているため、翼を持ち飛行可能。
劇中での活躍
αシリーズ……発掘後しばらくは独自の行動を取り、あしゅら男爵によって操られ暴れていた。虎王機と仲が悪い。スーパー系主人公（『第2次α』以降の設定ではクスハ）が搭乗する。形式番号は後に付けられたもの。なお、虎王機と共にスーパー系・リアル系の両方に登場。『第2次α』では、バルマー戦役後、軍によって拘束台に封印されていたが姿をくらます。その後、黒い虎王機により重傷を負い、満身創痍の姿でクスハの前に現れる。命の危機にあったが修復不可能であったため、グルンガストのパーツを組み込むことで人型機動兵器「龍人機」として再生する。
龍虎王伝奇……19世紀の中国・蚩尤塚で発見される。乗り手は稲郷隆馬。通称、無敵龍。虎王機とは違い、状況を見極めてから行動しようとする性格。術札を七十二種類所持していたが、その内の一つ「身分身の術」を虎王機に譲った。
第2次OG……基本的には『第2次α』と同様の経緯を辿るが、龍虎王復活後は久々に分離機能が復活している。再合体の際にグルンガストのパーツが消えたのか、それ以後は元の龍王機に戻っている。

###### 龍人機
（りゅうじんき）
機体概要
第2次α……重傷を負った龍王機がグルンガストシリーズのパーツを組み込まれて蘇った姿。元の龍王機の形態に戻ることはできない。メイン動力源の五行器も損傷しており、龍人機自身が力を周りから得ているほか、グルンガストのジェネレータで出力が補われている。改修時に一部の装甲色が白色に変化しているが、これは虎王機に本来の自分を思い出させるためではないかとロブは推測している。
第2次OG……再生にあたり解体した弐式のパーツと弐式の予備パーツを用いたことが具体的に語られている。装甲色の件についてはロボット大図鑑には記述があるが、本編では言及されなかった。
武装
ファイヤー・ブレス
「龍王火炎」。龍王機時代からの技であり、火炎を吹き付けて敵機を焼き尽す。
爆雷符
龍虎王と同様の技であるが、こちらは全体攻撃扱い。
如意金箍棒
符から生み出した伸縮自在の棒。
如意金箍棒・海重撃
投げつけた如意金箍棒を巨大化させ敵を押し潰す。真・龍虎王の神珍鉄・如意金箍棒と同様の技。
必殺技
龍王乱舞
如意金箍棒を振り回して連続攻撃を叩き込み、最後に思い切り伸ばして弾き飛ばす。

##### 虎王機
（こおうき）
声 - 寺田貴信（OGIN）
機体概要
蚩尤塚から発掘された古代文明の遺産の一つで白虎の超機人。
劇中での活躍
αシリーズ……発掘後しばらくは独自の行動を取り、暴れていた。龍王機と仲が悪い。スーパー系主人公の恋人（『第2次α』以降の設定ではブリット）が搭乗する。形式番号は後に付けられたもの。龍王機同様、初期設定では古代人によって創造され、その後ラ・ギアスの練金学士によって改修されたとされる。『第2次α』では龍王機同様拘束台に封印されていたが姿を消す。その後、搭載しているT-LINKシステムによりブリットごと何者かに操られ、黒い虎王機として現れる。
龍虎王伝奇……19世紀の中国・蚩尤塚で発見される。乗り手は文麗。通称、最強虎。猛進する性格。本作にて龍王機から分身能力を譲り受け、合体時の高速格闘戦術と併用して使用している。
第2次OG……バラルに捕獲・洗脳され黒く染まる点は『第2次α』と同一だが、捕獲時ブリットはラ・ギアスにいたため無人で行動する。

#### 雀武王 / 武雀王
（じゃくぶおう / ぶじゃくおう）
機体概要
龍虎王/虎龍王と同じく、古代人が「百邪」と戦うために創造した半生体兵器であり、雀王機と武王機が合体した姿。雀武王は武王機の蛇の部分にあたるパーツが変形した伸縮自在の剣「黒蛇刀」による近〜中距離戦を得意とし、肩に亀の甲羅の部分にあたるパーツ「武鱗甲」を刀の鞘兼防具とする。ただしこの形態においても砲撃戦は可能であり、その能力は高い。性格は苛烈でプライドが高く、人間の性別で言うと女性に当たる。武雀王は黒蛇刀が変形した大砲「黒蛇臼砲」を背負った遠距離砲撃戦に特化しており、反面格闘戦は不得手。しかし、背中の甲羅と「神獣壁」と呼ばれる特殊な障壁によって非常に堅牢な防御を誇り、加えて「装符」と呼ばれる超機人を構成する特殊な符による治癒力が高い。性格は大人しく、辛抱強い。
劇中での活躍
龍虎王伝奇……龍王機と虎王機に追い詰められた際に雀武王に合体する。黒蛇刀は、剣そのものに蛇が仕込まれており、その刀身を以って相手を締め付けるような攻撃も可能であった。さらには黒蛇刀を使用した技である装符 三千斬、五行烈斬、五行獄（エナジープリズンと読む砲撃技で黒蛇刀に宿る蛇の口から放たれる）など多彩な攻撃方法を持つ。武雀王は設定のみで登場してはいない（単行本1巻巻末のおまけページにラフ画数種のみは存在する）。雀王機、武王機は過去に負っている古傷により、体の一部をバラルの技術によって機械化されていた。さらに特殊阿片によって無理矢理動かされている状態であり、龍虎王と戦ったことも彼らの本意では無かったようだ。実際彼らは龍虎王によって倒されることを望んでおり、破壊された瞬間には安らぎを得ていたようだ。
OGIN……第2話で雀武王が僅かに登場する。
第2次OG……バラルの超機人として登場。過去の戦いで傷ついたことで何度か大きく姿が変貌しており、今回は夏喃や泰北の力によって本来の姿に近い姿で再生されつつも特殊人型兵器に近いパーツを装符によって組み込まれている。そのため、雀武王はさらに女性に近いシルエットになった。また、泰北の術により再生能力が大幅に高められており、武雀王への変形の度にダメージが全回復するようになっている（システム上は精神コマンド「ド根性」で表現）。バラルの仙人は念動力ではなく別の方法で雀武王/武雀王を制御していたようだが詳細は不明。龍虎王/虎龍王と剣を交えるうちにバラルの在り方に疑問を持ったらしく、最終決戦では夏喃らの制御を拒否。「強執術」なる技を掛けられそうになるも、泰北ともども敗北を受け入れた。
武装
雀武王
黒蛇刀 （こくじゃとう）
武王機の尾部が変形した蛇腹剣。エネルギーを吸収・蓄積する効果がある。
武鱗甲 （ぶりんこう）
武王機の甲殻が変形した盾。龍虎王伝奇では無数のブロック状のパーツから構成されていたが、第2次OGでは陰陽図を象ったものになっており、この形態では勾玉状のパーツとして両腕に装着される。
朱羽箭 （しうせん）
背部からミサイルを放つ。
朱羅剣 （しゅらけん）
武鱗甲から火炎弾を撃つ。
武雀王
黒蛇臼砲 （こくじゃきゅうほう）
武王機の尾部が変形した大砲。
玄甲弾 （げんこうだん）
砲身側面に位置する武鱗甲から甲羅型の弾丸を放つ。
武王多連火槍 （ぶおうたれんかそう）
肩からミサイルを放つ。
必殺技
雀武王
武王猛突 （トータスチャージ）
変形させた武鱗甲を構えて突撃。『第2次OG』では武鱗甲が元に戻ったため使用不能。
黒蛇刀・三千斬 （こくじゃとう さんぜんざん）
刀身を伸ばして敵機を絡め取り、そのまま両断する。
黒蛇刀・五行獄 （こくじゃとう ごぎょうごく/エナジープリズン）
五行器の力で太極陣を敷いて敵機を足止め、黒蛇刀に蓄積したエネルギーを放って破砕する。
黒蛇刀・五行烈斬 （こくじゃとう ごぎょうれつざん）
敵機の周りの地面に、包囲するように黒蛇刀を走らせ、そのまま剣を引き上げて敵に一撃を加える。四神招魂 龍虎王が使用した際は応龍皇の結界を破るため、黒蛇刀を周囲に奔らせる代わりに螺旋状に渦巻かせ、ドリルのようにして攻撃を加えていた。
武雀王
玄天衝天砲 （げんてんしょうてんほう）
黒蛇砲を最大伸長させ、両手をついて砲撃態勢を取り、実弾を放って爆砕する。放たれた弾丸は敵機を貫通して遙か彼方で爆散するが、その爆風が敵機のところまで戻って来てのみ込む辺り、威力のほどがうかがえる。

##### 雀王機
（じゃくおうき）
- 龍虎王伝奇……19世紀末の中国・蚩尤塚で発見された朱雀の超機人。イギリス軍に発掘され、特殊阿片で操られてしまう。成り行きでグリムズ男爵が騎乗する。
- 第2次OG……バラルの超機人として登場。機動性は四神の中では最速である。

##### 武王機
（ぶおうき）
- 龍虎王伝奇……19世紀末の中国・蚩尤塚で発見された玄武の超機人。イギリス軍に発掘され、特殊阿片で操られてしまう。グリムズ男爵の執事オットーが騎乗する。
- 第2次OG……バラルの超機人として登場。この形態での戦闘は不得手であり、他の四神を守る役割を果たす。尻尾の黒蛇は黒蛇刀や黒蛇臼砲へ変化する。

#### 四神招魂 龍虎王
- 龍虎王伝奇……応龍の龍王機に大破させられた龍虎王に、バラルこそが百邪だと真実に目覚めた雀武王のパーツが合体し復活した姿。具体的には背部に雀武王の翼、右手に黒蛇刀、左手に武鱗甲が追加されている。急造とも言える合体ではあるが、黒蛇刀は真・龍王機の念動結界を破り、武鱗甲は龍王雷槍を弾いたりと、そのポテンシャルは高い。

#### 五鋼合体　魁龍虎王
- 龍虎王伝奇第二部……轟龍・雷虎・光雀・嵐武・魁龍の五機と融合した姿。砲戦形と剣戟形の二形態を持つ。砲戦形では魁龍以外の四機の武器を取り込んで魁龍の上で尻尾が接続された状態となっており、各パーツによる砲撃は無敵に近い霊亀皇の結界を破壊できるほど（本体には体にまとう岩塊を破壊する程度だったが）。剣戟形では魁龍を巨大な斬艦刀「皇断（オーダー）」として手に持つ形となり、非常にアンバランスであるがその一撃は霊亀皇の結界を貫きさらに本体にすら大ダメージを負わせるほど攻撃に特化している。

#### 真・龍虎王 / 真・虎龍王
（しん・りゅうこおう / しん・こりゅうおう）
- 第3次α……真・龍王機に追い詰められた際、クスハとブリットの声に呼応して現れた龍虎王。雀王機、武王機のパーツも合体している（四神招魂 龍虎王とはデザイン・能力が異なる）。真・龍王機との戦いでブリットが力尽きたために当初は真・龍虎王の形態のみだったが、のちにクスハを護るためにブリットが覚醒し、真・虎龍王に変形できるようになった。龍王破山剣が真・龍虎王から真・虎龍王に渡されたために真・龍虎王はより法術戦に特化し、龍王破山剣の代わりに龍人機の如意金箍棒を持っている。一方の真・虎龍王は龍王破山剣を虎王斬神陸甲剣へと鍛えなおし己が武器として使用することで、ブリットの剣術が活かせるようになった。

### 四霊
四霊に対応する4機が存在。巨躯と圧倒的な攻撃力を持つとされている。応龍皇（真・龍王機）、霊亀皇以外は未登場。

#### 応龍皇（真・龍王機）
（おうりゅうおう、しん・りゅうおうき）
孫光龍が搭乗する応龍の超機人で、雷の力を操る。本来の名称は龍王機（応龍皇）だが、四神の龍王機と区別するために「真・龍王機」と名乗っている。四霊とは超機人の王たる存在で、超機人の中でも最高の能力を誇る。特徴としては四神の超機人などと比べ非常に巨大な体躯を誇り、その巨体は万里の長城に匹敵する。加えて天候操作により嵐を引き起こす等絶大な攻撃力を有している。デザインは富士原昌幸。
- 第3次α……孫光龍の目的である人類という種の死と再生の輪廻からの脱却に同調して彼に従っていたが、最終的に孫光龍やケイサル・エフェス共々αナンバーズに滅ぼされた。
- 龍虎王伝奇……機人大戦の後に眠りについていたが、孫光龍らが実に436人もの念者の魂力と孫光龍自身の魂力を受けて復活。その力で龍虎王を破壊寸前まで追いつめた。最終的に雀武王の力を借りた龍虎王の黒蛇刀 五行烈斬で念動結界を破られ、弱点である逆鱗に龍王破山剣・逆鱗断を喰らい真っ二つにされて破壊されている。姿や能力は『第3次α』のときと変化はないが、実は龍玉という要のパーツが欠けており、真の能力を発揮しきれてはいなかったようだ。真・龍王機として登場するが、下巻では正式名称が明かされている[8]。
- 第2次OG……正式名称の応龍皇として登場。

武装
龍鱗機（りゅうりんき）
応龍皇の装甲表面にある鱗を分離させて、自在に遠隔操作が可能な龍の頭部型の子機として操る。攻撃は口にあたる部位からの雷の放出、もしくは鱗を直接敵機にぶつける事で行う。応龍皇の鱗は全てがこの龍鱗機となっているため膨大な数である上に、一機あたりの大きさも相当なものとなっている。
必殺技
龍王雷槍（りゅうおうらいそう）
目を光らせた後に敵機の上空から雷を落とす。
龍鱗乱舞陣（りゅうりんらんぶじん）
龍鱗機を用いた攻撃で、通常武装のものとMAP兵器のものがある。通常武装のものは敵機へ無数の龍鱗機を射出して攻撃する。MAP兵器のものは応龍皇本体と龍鱗機から一斉に雷を放出する。
応龍豪雷槍（おうりゅうごうらいそう） / 龍王豪雷槍（りゅうおうごうらいそう）
口から光線状の雷を放出する。『第2次OG』では雨雲を呼び寄せてから竜巻を起こして敵機を雲海へと吹き飛ばしてから雷を放出して、敵機を貫いてそのまま地上へと着弾した雷が大爆発を巻き起こす。

#### 麒王機
- 第3次α……麒麟の超機人。作中には未登場で、用語事典にその名前が見られる。

#### 亀王機（霊亀皇）
島と見まごうほどの「超機大戦艦」であり、光龍曰く「バラルの門の守護者」。飛行も可能。あらゆるものを防ぎ、飲み込み、消滅させ、反射する結界「森羅万象甲」を全身にまとう。結界は六角形を組み合わせた形状をしており、これを射出することで攻撃することも可能な攻防一体の力である。また、口からは森羅万象砲を放てるようだが、具体的な特性は不明。
- 第3次α……霊亀の超機人。作中には未登場で、用語事典にその名前が見られる。
- 龍虎王伝奇……機人大戦では最後まで人類側について戦い、壮絶な最期を遂げた。その後オーダーに回収され修復が行われており、終盤で母艦として復活する予定だった。「第二部」では予定通り要塞として登場。その目的は、私的事情で光龍が眠り続けるガンエデンを無理矢理起こすべくバラルの門をこじ開けるため（森羅万象甲の反射で相殺する形）。最終的には鋼機人5体と融合した龍虎王によって大ダメージを負い、バラルの門に飲み込まれていった。

#### 鳳王機 / 凰王機
- 第3次α……鳳凰の超機人。作中には未登場で、用語事典にその名前が見られる。

### 四凶
四凶に対応する4機が存在したが、バラルとの対決で他の2機は破壊され、残りの2機は枷を付けられて強制的に従えさせられている。なお、四凶は「暴悪の超機人」の名に恥じぬ凶悪かつ獰猛な性質であり、バラルから離反し敵対していた。超機人であるため操縦座は存在するが、魂力どころか操者そのものを食らうため、バラルの仙人達も乗せられないとして操者なしで行動させている。
専用BGMは「暴虐の超機人」。

#### 窮奇王
（きゅうきおう）
- 第2次OG……四凶・窮奇の超機人。モチーフの窮奇同様羽の生えた虎の姿をしている。地上での高速戦闘のみならず、空中戦もこなす。凶暴な性格でかつてはバラルの神に逆らったため、夏喃達によって枷が付けられ「黄帝獄」という閉鎖空間に封じられていた。デザインは富士原昌幸[7]。

必殺技
凶尾光 （きょうびこう）
尻尾の先端パーツを爪状に展開し、赤黒い光を発射する。
超音邪咆 （ちょうおんじゃほう)
虎王機の虎王咆哮（ソニック・シャウト)と同様、咆哮による衝撃波で攻撃する。
凶牙砕 （きょうがさい）
雄叫びをあげた後、敵を銜えて岩山に向かって高速でぶつけ、めり込んで動けなくなった敵を右手の爪で岩山諸共切り裂く。
激突時、岩山が動く描写が入る。
邪王窮奇 （じゃおうきゅうき）
雄叫びをあげた後、助走をつけて滑空飛行し、衝撃波で相手を宙に浮かした後、尻尾の先端から光刃を展開して相手を切り刻み、地面に叩き付けた後、それを突き刺す。そして自分の元に持ってくると、そのまま喰らいつき、相手を引きちぎる。

#### 饕餮王
（とうてつおう）
- 第2次OG……四凶・饕餮の超機人。人面羊身、虎の牙を持ち、体の一部を肥大化させることができる。四凶の中でも特に貪欲な性格で、並の人間では目視するだけで生命力を吸収されてしまうという[7]。常に飢えており、感情が高ぶり暴走すると操者の魂力どころか肉体すら食らい尽くす。初登場ステージの「蒼炎の逆鱗」では、連邦軍の量産型ヒュッケバインMk-IIをパイロットごと片っ端から食い殺すシーンが組まれている。戦闘のシーンでも、最後に相手を食い散らかす事が多い。デザインは八房龍之介[7]。

必殺技
餓眼光 （ががんこう）
目から青黒い光を放つ。
餓魂球 （がこんきゅう）
口の中から複数の顔のついた不気味なボールを吐きだし、相手に噛付かせる。
餓貪牙 （がどんが）
不気味な笑いの後に突撃し、相手を打ち上げ、数度殴りつけた後右手を肥大化させて相手を殴り、地面に叩き付けた後、相手に喰らいつく。
餓弩貪牙 （がどどんが）
不気味な笑いの後に飛び上がり、肥大化させた角を地面に突き刺す。突き刺した地面は相手の足元から突き上がり、巨木のような形を形成しながら相手を捕え、それを角諸共喰らってしまう。

### 四罪
四罪に対応する4機が存在したが、四凶と同じくバラルから離反し敵対していた。孫光龍が「そんなのがいた」との発言もある。
「龍虎王伝奇」第2部で明かされたところでは、四凶に輪をかけて凶暴獰猛な性質であり、四凶が曲がりなりにも共食いはしなかったのに対し、四罪は他の機人を敵味方問わずに食物としており、自身以外の機人を見境なく食い殺すという、もはや超機人の定義が全く該当しないただの破壊兵器となっている。
泰北三太夫の術を以ってしてもこれを御しきることが出来ず、やむを得ず1体ずつ出陣させている。共工王、鯀王が登場した。

## 鋼機人（ヒューマシン）
超機人を参考に建造された量産人型兵器。龍虎王伝奇に登場する鋼機人との関連は不明。

### 轟龍改
機体概要
- 第3次α……超機人の研究の成果を応用し、龍人機のノウハウ、グルンガストシリーズの採用技術を元に造られた「鋼機人(ヒューマシン）」の一体。この機体は、遠隔戦闘用の先行量産試作機・轟龍をチューンした機体。本来は背部の換装システムによる多彩な戦闘が可能なのだが、急造のため未完成。クスハの初期機体で、T-LINKシステム搭載機。山海霊気砲による長距離戦を得意とする。

武装
マシンライフルLB（ロングバレル）
手に持っている銃。
サンダー・ブーストナックル
グルンガストシリーズの技術を取り入れた武器。電撃を帯びた拳を叩き込み（グルンガストシリーズのように離脱はせず、電撃のワイヤーで接続されている）、接近して再接続すると同時にアッパーで打ち上げる。
ライトニング・スマッシャー
胸部にエネルギーを集め、無数のビームに変換して射出する。
山海霊気砲
特別装備された遠隔砲撃用武装。霊気を吸入しつつ「思抱弾」を装填してT-LINKシステムで標的を捕捉、小隊ごと粉砕する。

### 雷虎改
機体概要
- 第3次α……超機人の研究の成果を応用し、龍人機のノウハウとグルンガストシリーズの採用技術を元に造られた「鋼機人」の一機。この機体は、量産試作機の雷虎をチューンした機体。ブリットの初期機体で、T-LINKシステム搭載機。轟龍改同様、背部の換装システムによる汎用戦闘が可能だが、急造のため未完成。轟龍改に比べて携行兵器の砲身が短く、近距離戦用になっている。また、背中には本来轟龍改同様の砲撃装備が装着される予定だったが、ブリットの要望により代わりにシシオウブレードを背負っている。

武装
マシンライフルSB（ショートバレル）
手に持っている銃。轟龍改と比べると射程が短いが、移動後に使用可能。
サンダー・ブーストナックル
ライトニング・スマッシャー
轟龍改と同じ。
シシオウブレード
特別に装備された実体剣。抜き放った後接近して斬りつけ、さらに斬り抜けた後振り返り様に一刀両断する。

## 妖機人
元々は超機人だったが、何らかの理由で他の超機人やその操者を襲うようになった存在。イルムは「悪の超機人」と称している。
本来はバラルに与さない、あるいは力のない超機人の呼称である。

### 鋳人
（いじん）
概要
テスラ研を襲った妖機人。法術らしき妖しげな術を使い、水に関連した戦法を用いる。また、触れた念動力者の念を吸収する能力を持つ。安西博士は妖機人の斥候ではないかと分析していた。ちなみに電撃スパロボに載っているデザイナー八房龍之助の設定によれば「鋳人」とは巨人の人形部分の名前で、本体の槍は「ジョウヨウ（漢字表記。『山海経』「東山経」一巻にある表記で、ジョウは攸の攵の下に虫、ヨウは虫ヘンに庸）」という名前である。ただし、「ジョウヨウ」の名前は龍虎王伝奇にも同名の蛇型妖機人が登場しているためか現時点では非公式設定である。
武装
的滴穿孔の法
本体である槍にある目から迸る水を撃ち出す。
滑棍掃腿の儀
手にした槍で無数の斬撃を加え、最後に本体が噛み付く。
転天通水の法
槍で地を突き先天八卦図および太極図を出現させる。そこから呼び出した大量の水で洪水を引き起こし、水流に乗って猛攻を加える。最後に本体を自ら投げつけさせ、敵に喰らいつく。
デザイン
デザイナーは八房龍之助。中国風の武人の姿をしている。鋳人に顔はなく、魚の鰭状の脚部を持つ。攻撃時には下半身が魚のようになり、水中戦に適した形態となる。本体である「ジョウヨウ」には魚に似た顔がある。
登場作品
OGクロニクル
テスラ研に突如出現し、所員を操ってクスハとブリットを狙うが失敗。直後の戦闘で虎龍王に撃破されるも復活し、ソニック・ジャベリンを破壊。その後龍虎王と交戦し、一時圧倒するも龍王破山剣・逆鱗断により撃破される。
本体は武器の方であり本来は他の機人に寄生するタイプの妖機人なのだが、他に稼動している機人が存在しなかったため、自ら造り出した人形を代用品にした。
OG外伝
基本的にクロニクルと同じだがテスラ研の戦いでは倒されずに逃走。その後、イェッツトレジセイアと交戦中のハガネ・ヒリュウ改の前に出現、イェッツトレジセイアと謎の共鳴を起こしている。

### 帝江
（ていこう）
概要
第2次OG……目も口もなく、六本の足が生えた巾着を、赤い羽根付きの紐で縛った風貌を持つ妖機人。設定書きにある記述から『山海経』「西山経」三巻にある同名の神がモデル。デザインは富士原昌幸。
武装
開封液
袋に蓄えた正体不明の液体をぶちまける。
肥袋撃
飛び立って敵を踊るように足蹴にし、大きく膨れ上がって押し潰す。

### 孟槐
（もうかい）
概要
第2次OG……赤いハリネズミの容姿をした妖機人。『山海経』「北山経」一巻には特徴が等しい同名の獣の記述がある。デザインは富士原昌幸。
武装
万針撃
体の針を逆立たせて撃ち出す。
回針轢殺
丸まってトゲの付いた球となり敵を串刺しにする。

### 何羅魚
（からぎょ）
概要
第2次OG……赤い魚型の妖機人。一つの大きな頭から十の体が生えており、それが風車のように回転している。水流による遠距離砲撃を得意とする。設定書きにある記述から『山海経』「北山経」一巻にある同名の魚がモデル。デザイナーは八房龍之助。
武装
重水鉄砲
口から水を発射する。
魚胎覧
敵に体当たりし、大口を開けて飲み込み背部から排出する。

### 狍鴞
（ほうきょう）
概要
第2次OG……四つ足の獣型の妖機人。腹に嬰児の人面を持つ。設定書きにある記述から『山海経』「北山経」二巻にある狍鴞がモデル。デザイナーは八房龍之助。
武装
嬰児母声
人面を露にし泣き声のような音波で攻撃する。
裏児得食
匂いを頼りに敵を嗅ぎ付けその体を食べる。

### 苦辛公主
（くしんこうしゅ）
概要
第2次OG……人面を持つ瓜の姿をした妖機人。設定書きにある記述から『山海経』「中山経」六巻にある同名の植物がモデル。公主を名乗るのは木の精ゆえの自称に過ぎず、実際に地位があるわけではない。デザイナーは八房龍之助。
武装
苦辛甘露
人面の目から花の蜜のような液体を発射する。
一輪轢殺
根を一輪車に変形させ、高速で突進し敵を轢く。

### ゲーム
- αシリーズ
  - スーパーロボット大戦α / スーパーロボット大戦α for Dreamcast
  - 第2次スーパーロボット大戦α
  - 第3次スーパーロボット大戦α 終焉の銀河へ
- OGシリーズ
  - スーパーロボット大戦ORIGINAL GENERATION2
  - スーパーロボット大戦OG ORIGINAL GENERATIONS
  - スーパーロボット大戦OG外伝
  - 第2次スーパーロボット大戦OG
  - スーパーロボット大戦OG ムーン・デュエラーズ

### コミック
- バンプレスト『SUPER ROBOT WARS ORIGINAL GENERATION 2 OFFICIAL BOOK』2005年。（『OG2』購入特典）
- バンプレスト『Super Robot Wars OG ORIGINAL GENERATIONS Official Perfect File』2007年。（『OGs』購入特典）
- 富士原昌幸『スーパーロボット大戦OGサーガ 龍虎王伝奇』2011年。
- 『電撃スパロボ魂！ 2013春号』アスキー・メディアワークス、2013年。
- 『山海経 中国古代の神話世界』平凡社、1994年。ISBN 978-4-582-76034-7。